# Jules Lagneau
Jules Lagneau (Metz, 8 agosto 1851 – Parigi, 22 aprile 1894) è stato un insegnante e filosofo francese.

## Biografia

### Infanzia e guerra
Primo dei sette figli in una famiglia operaia lorenese, a quattro anni contrasse il vaiolo, tanto che la malattia ebbe conseguenze per il resto della sua vita, e in particolar modo sulla sua vista. Il padre era dipendente presso la facoltosa famiglia Woirhaye come domestico e qui conobbe Catherine Nennig, originaria di Kœnigsmacker. Fu proprio l'avvocato Charles Woirhaye a consigliare al padre di Jules Lagneau di iscrivere il ragazzo al liceo Fabert di Metz. Jules riesce a iscriversi all'École normale supérieure di Parigi, ma dovette interrompere gli studi allo scoppio della Guerra franco-prussiana (luglio 1870), quando si arruolò come franco tiratore. 
 
Il conflitto lo portò a combattere a Metz, dove fece ritorno a casa e scoprì che i suoi fratelli e avevano contratto la febbre tifoide. Ne venne contagiato e dello stesso morbo morì suo padre (1870). Dopo la presa di Metz, fu ricercato dai prussiani, ma riuscì a fuggire in Lussemburgo. Arrivato a Lilla, vi trovò l'esercito francese di Louis Faidherbe, vi si unì e vi servì fino alla fine della guerra (maggio 1871).

### Studi e anni di insegnamento
Cessata il conflitto, riprese gli studi, dapprima al liceo Charlemagne di Parigi (1871-1872), fu poi ammesso all'École normale al concorso del 1872. Durante gli studi subì la forte influenza di Jules Lachelier, da cui recepì l'esigenza di rigore e l'interesse per l'idealismo.

Si dedicò quindi all'insegnamento, insegnò nei licei di Sens (1876-78), San Quintino (1879-80), Nancy (1880-1886), dove nel 1880 insegnò a Maurice Barrès, e infine al liceo Michelet di Vanves (1886-1894), dove nel periodo 1887-89 ebbe tra i suoi più allievi Émile-Auguste Chartier. Insegnò anche a Digione.

Nel 1887 muore la madre, la salute di Lagneau declina accanto all'insorgere di turbolenze spirituali. Amico di Gabriel Séailles (1855-1922), nel 1893 fondò assieme al suo collega Léon Letellier (1859-1926) e al giornalista Paul Desjardins (1859-1940) l'Union pour l'Action morale, un movimento che poi cambiò nome in Union pour la Vérité e prese posizione nell'affare Dreyfus (1894-1899). L'associazione sarà all'origine degli incontri filosofici della Décades de Pontigny (1910), appuntamento culturale per il quale negli anni a seguire sarebbero passati, tra gli altri, Curtius, Groethuysen, Scheler, Rivière, Gide, du Gard, Maurois, Berdjaev, Brunschvicg, Mauriac. 
 
Il 20 marzo 1894 a 37 anni muore suo fratello Louis Lagneau e Jules viene sopraffatto dal dolore. Muore il 22 aprile dello stesso anno. 

Buona parte di quello che ci è rimasto della sua attività è stato curato dai suoi allievi (ad es. André Canivez, 1909-1981), in particolare da Émile-Auguste Chartier e, per mezzo di questi, dai filosofi Michel Alexandre e Georges Canguilhem. Abbiamo testimonianze del suo insegnamento in testi che sono stati quasi tutti pubblicati postumi.

## Insegnamento e filosofia
Nella vita privata Lagneau fu una persona generosa, nell'insegnamento fu un maestro intransigente e rigoroso, spesso controcorrente e fuori dai canoni del suo tempo.

Tra i suoi campi d'interesse, di particolare importanza sono l'indagine nella psicologia, sulla percezione e sulle condizioni della conoscenza (vedi: gnoseologia), oltre alle sue lezioni di metafisica e sull'esistenza di Dio.

## Opere
- Simples notes pour un programme d'union et d'action Archiviato il 13 febbraio 2016 in Internet Archive. (1892)
- Fragments de Jules Lagneau (1 à 90), in Revue métaphysique et de morale (1898)
- Écrits (1924)
- De l'existence de Dieu (1925)
- Les célèbres leçons (1926)
- Célèbres Leçons et fragments (1950)